# Долан, Пол (футболист)
Кеннет Пол Долан (англ. Kenneth Paul Dolan; род. 16 апреля 1966, Оттава) — канадский футболист, игравший на позиции вратаря. В 2004 году был включен в Зал славы канадского футбола.

## Клубная карьера
После чемпионата мира 1986 был на просмотре в «Ноттс Каунти», но вернулся в Канаду, чтобы продолжить свою карьеру в Канадской лиге, играя за «Гамильтон Стилерс» и «Ванкувер Эйти Сиксерс» , где с последними выиграл национальное первенство в 1990 и 1991 годах.

## Международная карьера
Долан был членом молодежной сборной Канады в Тринидаде и Тобаго в 1984 году, которая прошла отбор на чемпионат мира по футболу среди молодежи в 1985 году в СССР.
Дебют за национальную сборную Канады состоялся 31 октября 1986 года в товарищеском матче против сборной Кипра (0:0). Был включен в состав на чемпионат мира 1986 в Мексике. Сыграл только в первом матче против Франции, где французы минимально победили, забив на 79 минуте встречи.
Всего Долан сыграл в 53 матчах за «красных», 15 которые были квалификационными на чемпионат мира (4 квалификационные компании «мундиаля»). Он также играл на первом чемпионате мира по футзалу 1989 года.
Его финальным международным матчем стал квалификационный матч чемпионата мира в ноябре 1997 года против Коста-Рики, после которого Алекс Банбери, Джефф Онгер, Фрэнк Йеллоп и Колин Миллер также попрощались со сборной.
В 2004 году Долан был включен в Зал славы канадского футбола.

## Достижения
- Чемпион Канады: 1990, 1991